# Leopold Schmetterer
Leopold Schmetterer   (Viena, 8 de novembre de 1919 - Gols, 23 d'agost de 2004) va ser un matemàtic austríac.

## Vida i obra
Schmetterer va néixer en una família senzilla de Viena, els eu pare treballava en una empresa d'assegurances. Va acabar els estudis secundaris el 1937 al Liceu Hamerling de Viena i va ingressar a la universitat de Viena aquest mateix any. El 1941 va obtenir el doctorat amb una tesi sobre teoria de l'aproximació i els anys següents, en plena Segona Guerra Mundial va ser sots oficial de la Luftwaffe (1941-1943) i va treballar per la divisió aeronàutica de Henschel a Berlín, fent càlculs d'equacions diferencias d'aerodinàmica; per aquests motius, acabada la guerra, va estar internat un temps en un camp de concentració americà. El 1945, retornat a Viena, va ser professor a la universitat de Viena fins que el 1956 va acceptar una plaça docent a la universitat d'Hamburg, en la qual només va estar quatre anys, ja que el 1960 va retornar a Viena on es va jubilar el 1989. A partir de 1948, es va anar especialitzant en estadística i teoria de la probabilitat.
Des de 1959 va compartir un seminari amb el físic Walter Thirring i el 1962 va fundar la revista Probability Theory and Related Fields (inicialment anomenada Zeitschrift für Wahrscheinlichkeitstheorie und verwandte Gebiete), de la qual va ser editor els primers deu anys.
Schmetterer és autor d'un centenar d'obres científiques, entre llibres i articles publicats, la gran majoria dels quals sobre estadística i teoria de la probabilitat.
Va morir el 2004 en un accident, en ser atropellat per un tren el cotxe en el que viatjava.